# Déhydrodicatéchine de type A
Les déhydrodicatéchines de type A sont une classe de composés chimiques issus l'auto-oxydation de flavan-3-ols du type de la catéchine.
Ce sont des pigments jaune-bruns trouvés naturellement dans les plantes et dans aliments riches en polyphénols, tels que le vin.